# Det första Torsslowska grälet

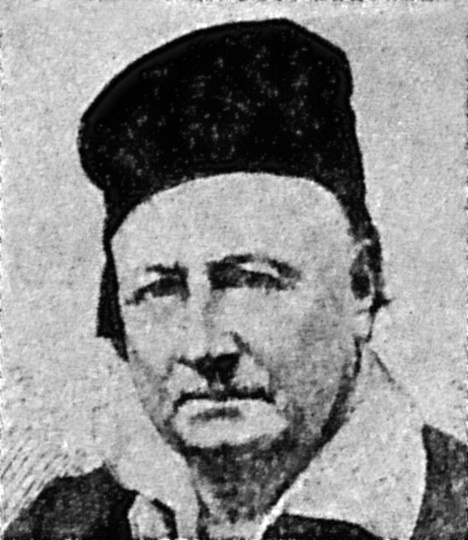
Ulrik Torsslow.

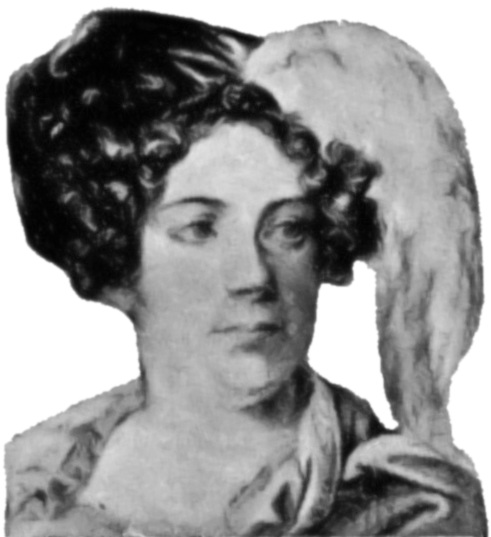
Sara Torsslow.

Det första Torsslowska grälet var benämningen på den strejk som år 1827 utlöstes på Dramaten och Operan i Stockholm och som fick sitt namn efter de ledande deltagarna, makarna Ulrik och Sara Torsslow.  
Strejken 1827 utlöstes som en protest mot de reformer som planerades av direktör Carl Johan Puke. Puke planerade att avskaffa recetterna och aktörernas andelar i teatern och ersätta den med en fast lön, vilket innebar en stark sänkning av aktörernas inkomster eftersom den fasta lönen var låg, och man därför utökat den med just recetter samt lottointäkter. Puke använde sig dessutom flitigt av de gamla disciplinära reglerna, som bland annat innebar arrest i skådespelarnas loger. 
I strejken ingick bland andra Carl Gustaf Lindström, Elisabet Frösslind, Isak Albert Berg, Lindman, paret Kinmansson, Nils Almlöf, Charlotta Almlöf, Johan Jacob Fahlgren, Charlotta Eriksson, Karolina Bock, Maria Deland. 
Aktörerna lyckades stoppa hans reform, men misslyckades med att avskaffa disciplinärreglerna, förutom att arresten upphävdes för kvinnliga skådespelares del. Då direktören frågade Elisabet Frösslind vad hon tyckte om uppgörelsen svarade hon : "Jo, där fattas bara prygel." Man förutsåg därför en ny strejk ganska snart.